# Ialá (Quênia)
Ialá (Yala) é uma cidade do Quênia situada na antiga província de Nianza, no condado de Siaia. De acordo com o censo de 2019, havia 3 237 habitantes.